# Jean Mairongo
Jean Marcos Mairongo Mina (* 2. Februar 2001) ist ein ecuadorianischer Leichtathlet, der sich auf den Speerwurf spezialisiert hat.

## Sportliche Laufbahn
Erste Erfahrungen bei internationalen Meisterschaften sammelte Jean Mairongo im Jahr 2018, als er bei den U18-Südamerikameisterschaften in Cuenca mit einer Weite von 70,71 m die Silbermedaille mit dem leichteren U18-Speer gewann. Anschließend startete er bei den Olympischen Jugendspielen in Buenos Aires und erreichte dort Rang fünf. Im Jahr darauf belegte er bei den Südamerikameisterschaften in Lima mit 66,25 m den sechsten Platz und anschließend gewann er bei den U20-Südamerikameisterschaften in Cali mit 68,30 m die Silbermedaille. Daraufhin wurde er bei den Panamerikanischen-U20-Meisterschaften in San José mit 70,77 m Vierter. 2021 klassierte er sich dann bei den Südamerikameisterschaften im heimischen Guayaquil mit neuer Bestleistung von 71,68 m auf dem fünften Platz und wurde bei den U23-Südamerikameisterschaften ebendort mit 67,58 m Vierter. Auch bei den erstmals ausgetragenen Panamerikanischen Juniorenspielen Anfang Dezember in Cali gelangte er mit 70,41 m auf Rang vier. Im Jahr darauf gewann er bei den U23-Südamerikameisterschaften in Cascavel mit 70,73 m die Bronzemedaille hinter dem Brasilianer Luiz Mauricio da Silva und Antonio Ortiz aus Paraguay.